# توماس بوثويل جيتر
توماس بوثويل جيتر هو محامي وسياسي أمريكي، ولد في 13 أكتوبر 1827 في مقاطعة يونيون في الولايات المتحدة، وتوفي في 20 مايو 1883. نشط حزبياً في الحزب الديمقراطي. وقد انتخب حاكم كارولينا الجنوبية ‏ (1 سبتمبر 1880 – 30 نوفمبر 1880).